# Rijksbeschermd gezicht Ruinerwold
Ruinerwold is een gebied waarvan oorspronkelijk het idee was hier een van rijkswege beschermd dorpsgezicht in Ruinerwold in de Nederlandse provincie Drenthe van te maken. De procedure voor aanwijzing werd gestart op 3 maart 2011. Het gebied beslaat een oppervlakte van 1020,4 hectare. Uiteindelijk heeft de Rijksdienst de aanwijzing ingetrokken omdat er lokaal en provinciaal te weinig draagvlak voor was.
Panden die binnen een beschermd gezicht vallen, krijgen niet automatisch de status van beschermd monument. Wel zou de gemeente het bestemmingsplan hebben moeten aanpassen om nieuwe ontwikkelingen in het gebied te reguleren. De gezichtsbescherming richt zich op de stedenbouwkundige en cultuurhistorische waardering van een gebied en wil het toekomstig functioneren daarvan veiligstellen.
De gemeente Ruinerwold heeft onderstreept dat ze de zorg voor de kwaliteiten van het gebied aan de inwoners wil overlaten.